# Фіксація азоту
Фіксація азоту, азотфіксація або діазотрофія — процес зв'язування молекулярного азоту атмосфери у своїй відносно інертній молекулярній формі (N2) у хімічні сполуки, корисні для інших хімічних процесів (наприклад, аміак, нітрати і діоксид азоту).
Фіксація азоту виконується природно рядом прокаріотичних організмів, як бактеріями, так і археями. Мікроорганізми, що фіксують азот, називаються діазотрофами або азотфіксуючими мікроорганізмами. Деякі рослини, гриби і тварини формують симбіотичні асоціації з діазотрофами.
Найактивнішими фіксаторами атмосферного азоту є бульбочкові бактерії в симбіозі з бобовими рослинами. За рік вони можуть нагромадити на площі 1 га до 60—300 кг азоту. Також до 30—60 кг/га азоту на рік зв'язують вільноживучі аеробні ґрунтові бактерії роду  Azotobacter, і до 20—40 кг/га — анаеробна маслянокисла бактерія Clostridium passterianum. Джерелом енергії і вуглецевого живлення для азотфіксаторів є кореневі виділення рослин, продукти розкладу клітковини та інших органічних решток. Для підвищення азотфіксуючої здатності ґрунту вносять бактеріальні добрива.